# Göran Käck
Stig Göran Karl Käck, född 5 maj 1941 i Kyrkslätt, är en finlandssvensk konstnär, trähantverkare och skådespelare. En inspirationskälla för Käcks verk har varit den nordiska naturen, speciellt Norra Karelens ödemark i östra Finland..
Det mest centrala materialet för Göran Käcks konst, trä, är han bekant med redan från barndomen. Käcks far Bertel Käck  hade tillsammans med grannfamiljen i Kyrkslätt grundat träindustriföretaget Lappböle Hemslöjd AB . Som 17-åring var Käck med om att tillverka kyrkbänkarna och fönsterbågarna i St. Mikaelskyrkan i Kyrkslätt. Senare under sin konstnärskarriär utvecklade Käck sin relation med trä, och gjorde flera installationsverk där han utnyttjat trä som han upptäckt på sina vandringar i Finlands vildmark. Trä som material har även varit ett väsentligt material i Göran Käcks naturinspirerade målningar, där verkens ramar är gjorda av rustikt trä upptäckt i naturen.
År 2011 och 2014 inköptes Göran Käcks verk till Villa Hummerheim i Porkala.